# Rhinolophus luctus
Rhinolophus luctus (Temminck, 1834) è un Pipistrello della famiglia dei Rinolofidi diffuso nel Subcontinente indiano e nell'Ecozona orientale.

## Descrizione

### Dimensioni
Pipistrello di medie dimensioni, con la lunghezza della testa e del corpo tra 75 e 95 mm, la lunghezza dell'avambraccio tra 58 e 81 mm, la lunghezza della coda tra 36 e 61 mm, la lunghezza del piede tra 16 e 18 mm, la lunghezza delle orecchie tra 28 e 44 mm e un peso fino a 45 g. È il più grande rinolofide vivente.

### Aspetto
La pelliccia è lunga e lanosa. Le parti dorsali variano dal grigio scuro al nerastro mentre le parti ventrali sono leggermente più grigiastre. Le orecchie sono lunghe ed appuntite, con una concavità sotto la punta sul margine esterno e l'antitrago ben sviluppato e separato dal margine esterno da un incavo triangolare. La foglia nasale presenta una lancetta lunga e con la punta affusolata, un processo connettivo molto basso ed esteso sui fianchi, una sella che si restringe verso l'estremità arrotondata e con due alette laterali. La porzione anteriore copre interamente il muso ed ha un incavo centrale profondo alla base. Il labbro inferiore ha un solco longitudinale profondo. La coda è lunga ed inclusa completamente nell'ampio uropatagio. Il primo premolare superiore è situato lungo la linea alveolare. 

### Ecolocazione
Emette ultrasuoni ad alto ciclo di lavoro con impulsi a frequenza costante di 40–42 kHz nel Borneo e nella Penisola malese, 32–34 kHz in Thailandia e Laos.

## Biologia

### Comportamento
Si rifugia singolarmente o in coppie in grotte, tunnel minerari, ammassi rocciosi e cavità degli alberi. L'attività predatoria inizia molto presto la sera.

### Alimentazione
Si nutre di insetti come coleotteri e termiti raccolti sul terreno.

## Distribuzione e habitat
Questa specie è diffusa nel Subcontinente indiano, in Cina, in Indocina e in Indonesia fino all'isola di Bali.
Vive nelle foreste fino a 1.600 metri di altitudine.

## Tassonomia
Sono state riconosciute 6 sottospecie:
- R.l.luctus: Sumatra, Giava e Bali;
- R.l.foetidus (K. Andersen, 1918): Borneo;
- R.l.lanosus (K. Andersen, 1905): Province cinesi dello Zhejiang, Jiangxi, Guangdong, Guizhou, Sichuan, Fujian, Guangxi e Anhui;
- R.l.morio (Gray, 1842): Thailandia centrale e meridionale, pianure della Penisola malese;
- R.l.perniger (Hodgson, 1843): stati indiani del Andhra Pradesh, Assam, Madhya Pradesh, Meghalaya, Nagaland, Uttaranchal, Uttar Pradesh, West Bengal, Sikkim; Nepal centrale e orientale, Myanmar; provincia cinese dello Yunnan, Vietnam, Thailandia settentrionale,
- R.l.spurcus (G. M. Allen, 1928): isola di Hainan.

Gli individui degli altopiani della Penisola Malese sono stati trasferiti nel 2015 nella nuova specie Rhinolophus luctoides

## Conservazione
La IUCN Red List, considerato il vasto areale, la popolazione presumibilmente numerosa e la presenza in diverse aree protette, classifica R.luctus come specie a rischio minimo (Least Concern)).